# موسیقی آوازی

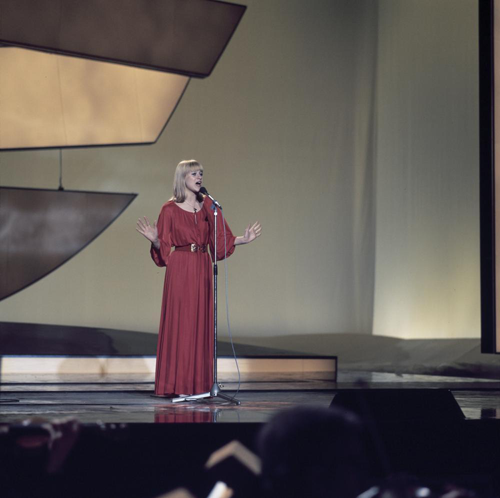
کاترین فری آوازخوان فرانسوی در سال ۱۹۷۶

موسیقی آوازی (به انگلیسی: Vocal music) نوعی از موسیقی است که توسط یک یا چند خواننده همراه (کانتاتا) یا بدون همراهی سازهای مختلف (آکاپلا) اجرا می‌شود، به شکلی که تمرکز اصلی قطعه بر آواز خواندن است. در مقابل، نوعی از موسیقی که از آواز استفاده می‌کند اما مانند «موسیقی آوازی» خواننده یا خوانندگان برجستگی لازم را در آن ندارند، عموماً موسیقی سازی محسوب می‌شوند (به عنوان مثال: گروه کر زنان در موومان پایانی سمفونی سیاره‌ها اثرِ گوستاو هولست) و به همین ترتیب موسیقی بدون هیچ‌گونه همراهی برای آواز را «آکاپلا» می‌نامند.

## شرح
موسیقی آوازی غالباً دارای کلماتی در قالب متن ترانه است، گرچه نمونه‌های قابل توجه صوتی نیز وجود دارد که با استفاده از هجا، صداها، صداهای غیرزبانی و گاهی به شکل نام‌آوا مانند صداخوانی در موسیقی جاز، اجرا شده‌است. یک قطعهٔ موسیقی کوتاه آوازی و باکلام اکثراً به‌عنوان یک تصنیف یا ترانه شناخته می‌شود، اگرچه در سبک‌های مختلف موسیقی ممکن است به آن آریا یا سرود گفته شود.
موسیقی آوازی به‌طور کلی دارای حرکتی پایدار و سکانسی است که در ارتفاع صوتی به بالا و پایین می‌رود و ملودی ساخته می‌شود اما در برخی سبک‌ها از لحنِ کمتر متمایزی استفاده می‌شود، مانند گفتار ریتمیک در موسیقی رپ. همچنین ممکن است از تکنیک‌های دیگری مانند: فریاد زدن، غرغر، آوازخواندن با گلو یا لرزش آن، بهره گرفته شود. موسیقی آوازی احتمالاً قدیمی‌ترین شکل از موسیقی است، چراکه به هیچ صدای دیگری جز صدای انسان نیاز ندارد و همهٔ فرهنگ‌های موسیقی دارای فرم یا نوعی موسیقی آوازی هستند.